# Heliotrop
Heliotrop (ze spojení řeckých výrazů ἥλιος – Slunce a τρέπειν – obracet se) je minerál, kryptokrystalická křemitá hmota, označovaná jako zelený druh jaspisu (neprůhledná odrůda chalcedonu) s červeně zbarvenými uzavřeninami neboli inkluzemi oxidů železa (hematitu). Na rozdíl od jaspisu však má heliotrop radiálně paprsčitou vnitřní strukturu. Odstíny zelené bývají od světlejších až po velmi temné, přecházející do černé nebo modré barvy. Někdy heliotrop obsahuje místo červených inkluzí skvrny žluté barvy.

## Historie
Heliotrop byl znám a popisován již od antických dob.

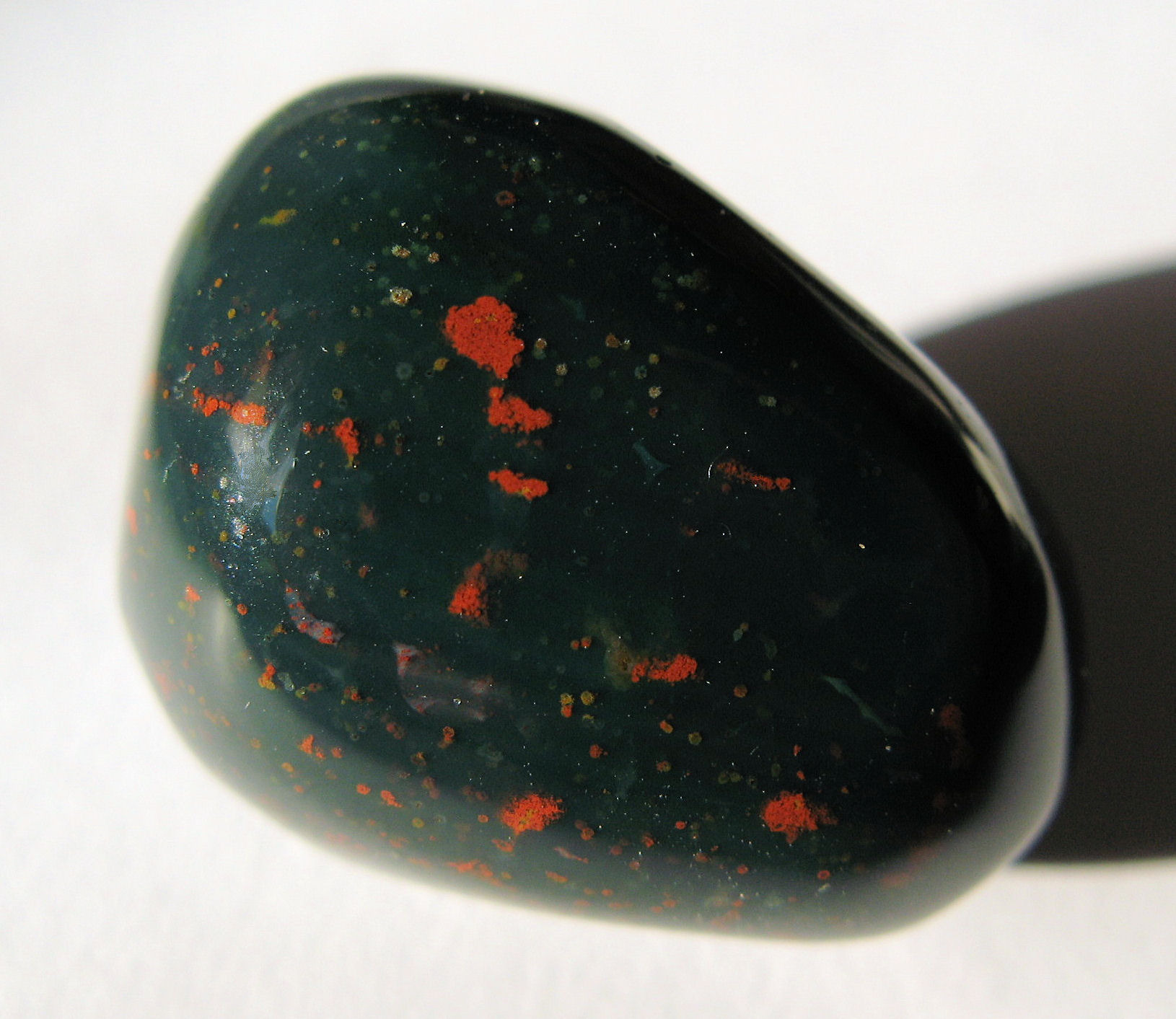
Inkluze oxidu železa symbolizovaly kapky Kristovy krve

Například v díle Plinia Staršího Naturalis Historia z 1. století n. l. je tomuto kameni připisována magická schopnost způsobit neviditelnost. Heliotropu se přisuzovala též moc přivolat déšť, způsobit zatmění Slunce a uchovávat zdraví a mládí. Kromě toho se věřilo, že heliotrop zaručuje svému nositeli úctu, štěstí a slávu a chrání jej před výhrůžkami a násilím.
V přírodovědně zaměřených spisech svatého Alberta Velkého (Albertus Magnus, přelom 12./13. století – 1280) je heliotrop zmiňován jako babylónský kámen. Heliotropu se přezdívá též „krvavý kámen“ (v anglojazyčných zemích Bloodstone) podle středověké legendy, podle níž jeho zbarvení bylo způsobeno kapkami krve Ježíše Krista, které dopadaly na kameny pod křížem.

### Využití
Heliotrop je používán v esoterice a jako drahý kámen ve šperkařství.

### Místa výskytu

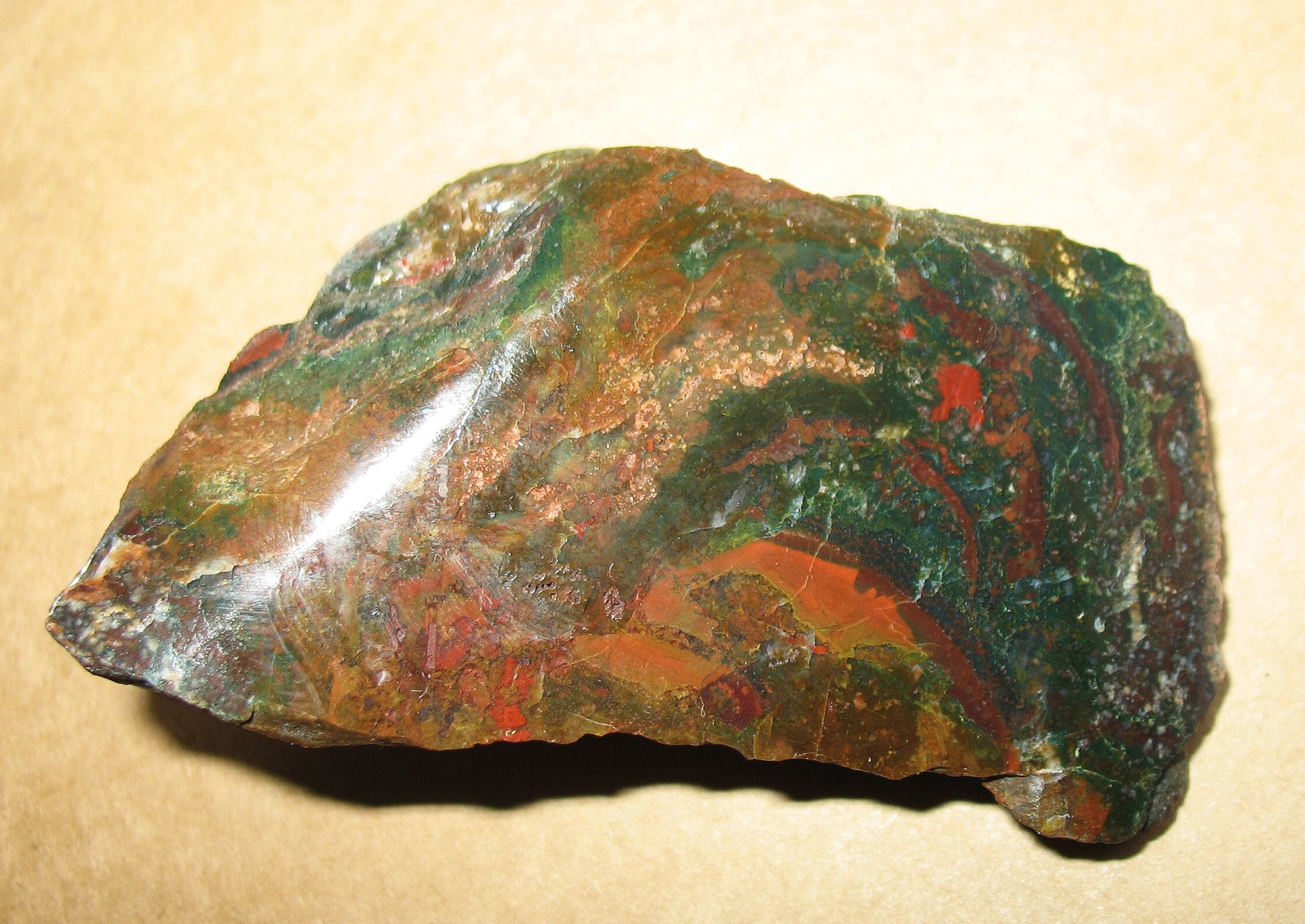
Ukázka minerálu z Kozákova

Mezi známá světová naleziště heliotropu patří Čína, Brazílie, Indie (např. lokalita Morvi v districtu Radžkot ve státě Gudžarát), Spojené státy americké (několik desítek lokalit ve státech Kalifornie, Colorado, Connecticut, Georgie, Maine, New York, Oregon, Pensylvánie, Rhode Island a Texas), Austrálie (Ruby Well Gold Mine, Peak Hill Goldfield, Západní Austrálie), Bulharsko (Acheloj), Kanada (provincie Nové Skotsko), Německo (Elbingerode v Harzu, spolková země Sasko-Anhaltsko), Rumunsko (Seini v župě Maramureš a Techereu v župě Hunedoara), Slovensko (Sklené Teplice v okrese Žiar nad Hronom a Banský Studenec v okrese Banská Štiavnica) a Jihoafrická republika (Kuruman, Severní Kapsko).
Významné výchozy horniny s výskytem heliotropu se nacházejí na ostrově Rùm ve skotském souostroví Vnitřní Hebridy ve Spojeném království, kde byl tento minerál v prehistorických dobách využíván podobně jako pazourek. Heliotropy se vyskytují též v polském Dolnoslezském vojvodství. Mezi světově registrovaná naleziště heliotropu patří i proslulá česká mineralogická lokalita Kozákov v Libereckém kraji.